# Taczały
Taczały – wieś w Polsce położona w województwie zachodniopomorskim, w powiecie łobeskim, w gminie Resko.
Według danych z 2011 roku wieś liczyła 44 mieszkańców. 
W latach 1975–1998 miejscowość administracyjnie należała do województwa szczecińskiego.